# Premiul Locus pentru cel mai bun roman - debut
Premiul Locus pentru cel mai bun roman science fiction și fantasy de debut se acordă din 1981 de către revista Locus pentru  o lucrare din anul anterior. Lista câștigătorilor este:

## Lista
| an              | roman                                                              | autor                | titlul în română              |  |
| --------------- | ------------------------------------------------------------------ | -------------------- | ----------------------------- |  |
| 1981            | Dragon's Egg                                                       | Robert L. Forward    | Oul Dragonului                |  |
| 1982            | Starship & Haiku                                                   | Somtow Sucharitkul   |                               |  |
| 1983            | Ratha's Creature                                                   | Clare Bell           |                               |  |
| 1984            | Tea with the Black Dragon                                          | R. A. MacAvoy        |                               |  |
| 1985            | The Wild Shore                                                     | Kim Stanley Robinson |                               |  |
| 1986            | Contact                                                            | Carl Sagan           |                               |  |
| 1987            | The Hercules Text                                                  | Jack McDevitt        |                               |  |
| 1988            | War for the Oaks                                                   | Emma Bull            |                               |  |
| 1989            | Desolation Road                                                    | Ian McDonald         |                               |  |
| 1990            | Orbital Decay                                                      | Allen Steele         |                               |  |
| 1991            | In the Country of the Blind                                        | Michael F. Flynn     |                               |  |
| 1992            | The Cipher                                                         | Kathe Koja           |                               |  |
| 1993            | China Mountain Zhang                                               | Maureen F. McHugh    |                               |  |
| 1994            | Cold Allies                                                        | Patricia Anthony     |                               |  |
| 1995            | Gun, with Occasional Music                                         | Jonathan Lethem      |                               |  |
| 1996            | The Bohr Maker                                                     | Linda Nagata         |                               |  |
| 1997 (împărțit) | Reclamation                                                        | Sarah Zettel         |                               |  |
| 1997 (împărțit) | Whiteout                                                           | Sage Walker          |                               |  |
| 1998            | The Great Wheel                                                    | Ian R. MacLeod       |                               |  |
| 1999            | Brown Girl in the Ring                                             | Nalo Hopkinson       |                               |  |
| 2000            | The Silk Code                                                      | Paul Levinson        |                               |  |
| 2001            | Mars Crossing                                                      | Geoffrey A. Landis   |                               |  |
| 2002            | Kushiel's Dart                                                     | Jacqueline Carey     |                               |  |
| 2003            | A Scattering of Jades                                              | Alexander C. Irvine  |                               |  |
| 2004            | Down and Out in the Magic Kingdom                                  | Cory Doctorow        |                               |  |
| 2005            | Jonathan Strange & Mr Norrell                                      | Susanna Clarke       | Jonathan Strange & Mr Norrell |  |
| 2006            | Hammered / Scardown / Worldwired                                   | Elizabeth Bear       |                               |  |
| 2007            | Temeraire: His Majesty's Dragon/ Throne of Jade/Black Powder War’’ | Naomi Novik          |                               |  |
| 2008            | Heart-Shaped Box                                                   | Joe Hill             |                               |  |
| 2009            | Singularity's Ring                                                 | Paul Melko           |                               |  |
| 2010            | The Windup Girl                                                    | Paolo Bacigalupi     | Fata modificată               |  |
| 2011            | The Hundred Thousand Kingdoms                                      | N. K. Jemisin        | Cele o sută de mii de regate  |  |
| 2012            | The Night Circus                                                   | Erin Morgenstern     |                               |  |
| 2013            | Throne of the Crescent Moon                                        | Saladin Ahmed        |                               |  |
| 2014            | Ancillary Justice                                                  | Ann Leckie           | Răzbunare ancilară            |  |
| 2015            | The Memory Garden                                                  | M. Rickert           |                               |  |
| 2016            | The Grace of Kings                                                 | Ken Liu              |                               |  |
| 2017            | Ninefox Gambit                                                     | Yoon Ha Lee          |                               |  |
| 2018            | The Strange Case of the Alchemist's Daughter                       | Theodora Goss        |                               |  |
| 2019            | Trail of Lightning                                                 | Rebecca Roanhorse    |                               |  |